# Chrysler Nassau
Nassau est le nom utilisé par plusieurs véhicules fabriqués par Chrysler. Le nom a d'abord été utilisé comme niveau de finition au milieu des années 1950, désignant le coupé haut de gamme de la série Chrysler Windsor. Plus récemment, deux différents concepts du fabricant portent la plaque signalétique Nassau.

## 2000
Le premier concept de Chrysler Nassau était un exercice de style dessiné en 2000 par le designer de Chrysler, Robert Hubbach. Le véhicule en résultant est devenu un modèle de travail utilisé par les ingénieurs et les stylistes pour finalement créer la berline 300, introduite en 2005. Comme pour de nombreux modèles récents de Chrysler, très peu de détails extérieurs ont été perdus lors de la conversion du concept car au véhicule de série. Une différence extérieure notable entre la Nassau et la 300 réside dans les feux arrière qui enveloppent les ailes arrière, similaires au traitement sur la berline sportive Cadillac CTS.

## 2007
Fin 2006, DaimlerChrysler a annoncé qu'il présenterait un autre concept car portant le nom de Nassau, cette fois au North American International Auto Show de 2007. Décrit par Chrysler comme étant un "coupé quatre portes", elle était une exploration de conception pour la nouvelle génération de Chrysler 300 et de Dodge Magnum. Le concept était équipé d'un V8 6,1 L de 425 ch (315 kW),. Elle a été conçue dans le Pacifica Advanced Design Studio de Chrysler dans le sud de la Californie par Alan Barrington (extérieur) et Ben Chang (intérieur).